# Scarus obishime
Scarus obishime är en fiskart som beskrevs av Randall och Earle, 1993. Scarus obishime ingår i släktet Scarus och familjen Scaridae. IUCN kategoriserar arten globalt som otillräckligt studerad. Inga underarter finns listade i Catalogue of Life.